# منتخب البرتغال تحت 18 سنة لكرة القدم
منتخب البرتغال تحت 18 سنة لكرة القدم (بالبرتغالية: Portugal national under-18 football team‏)، هو ممثل دولة البرتغال في بطولات كرة القدم تحت 18 سنة.

## السجل

### بطولة كأس العالم للشباب / بطولة أوروبا تحت 19 سنة لكرة القدم
- البطل (3): 1961، 1994، 1999
- المركز الثاني (5): 1964، 1971، 1988، 1992، 1997
- المركز الثالث (2): 1960، 1968
- المركز الرابع (2): 1993، 1998